# John Hyman (filósofo)
John Hyman (nascido em 6 de março de 1960) é um filósofo britânico . Ele foi Professor de Estética na Universidade de Oxford antes de ser nomeado para uma cadeira especial (Grote) de Professor de Filosofia da Mente e Lógica na University College London em setembro de 2018. 
Hyman recebeu seus títulos de Bacharel em Artes, Bacharel em Filosofia Doutor em Filosofia  na Universidade de Oxford e foi eleito para o recebimento de uma bolsa de estudos no The Queen's College (Oxford) em 1988. Ele editou o British Journal of Aesthetics (Jornal Britânico de Estética) de 2008 a 2018. Ele obteve uma bolsa de estudos no Getty Research Institute, Los Angeles, em 2001-2002, uma bolsa no Instituto de Estudos Avançados de Berlim em 2002-2003 e uma bolsa Leverhulme Major Research  em 2010-2012. Foi Professor convidado na Unidade de Formação e Pesquisa de Filosoofia da Universidade de Paris-Sorbonne (Paris IV) em 2014-2015.
Seu foco de pesquisa está concentrado nas áreas de epistemologia e metafísica, filosofia da mente e ação, estética e filosofia da arte e no pensamento de Wittgenstein .  Ele é conhecido por sua análise do conhecimento como uma habilidade e por sua crítica à ideia de que a neurociência pode explicar a natureza da arte
Em 2018, Hyman iniciou um projeto de pesquisa de cinco anos intitulado Roots of Responsibility, (raízes da responsabilidade) apoiado por uma concessão avançada da  Agência Executiva do Conselho Europeu de  Investigação, que "promove debates filosóficos tradicionais sobre responsabilidade e livre arbítrio, explorando a rede de capacidades humanas que a responsabilidade envolve e o social, institucional e interpessoal contextos nos quais surgem questões sobre responsabilidade, ultrapassando as fronteiras tradicionais entre metafísica, epistemologia, ética e filosofia do direito. " 